# Palaeosynthemis
Palaeosynthemis is een geslacht van libellen (Odonata) uit de familie van de zuidelijke glanslibellen (Synthemistidae).

## Soorten
Palaeosynthemis omvat 8 soorten:
- Palaeosynthemis alecto (Lieftinck, 1953)
- Palaeosynthemis cervula (Lieftinck, 1938)
- Palaeosynthemis cyrene (Lieftinck, 1953)
- Palaeosynthemis evelynae (Lieftinck, 1953)
- Palaeosynthemis gracilenta (Lieftinck, 1935)
- Palaeosynthemis kimminsi (Lieftinck, 1953)
- Palaeosynthemis primigenia (Förster, 1903)
- Palaeosynthemis wollastoni (Campion, 1915)